# Emily Davies
Sarah Emily Davies (22 d'abril de 1830 – 13 de juliol de 1921) fou una feminista anglesa sufragista, i una de les primeres defensores del dret de les dones a entrar a la universitat. És coneguda sobretot per ser la cofundadora i primera directora del Girton College de la Universitat de Cambridge, el primer college a Anglaterra que impartí classe a dones.

## Vida
Nasqué a Carlton Crescent, Southampton, Anglaterra, filla d'un clergue evangèlic i una professora, tot i que passà la major part de la joventut a Gateshead.
Davies estigué a punt d'estudiar medicina i escrigué l'article "Female Physicians" per a la publicació feminista English Woman's Journal el 1861, i "Medicine as a Profession for Women" el 1862. També "va animar enormement" la seua amiga Elizabeth Garett en els seus estudis mèdics.
El 1862, després de la mort del seu pare, Davies es muda a Londres, on edita English Woman's Journal, i es fa amiga de les defensores dels drets de les dones Barbara Bodichon, Elizabeth Garrett Anderson i la seua germana petita Millicent Fawcett. Davies fou membre fundadora d'un grup de debat femení, la Kensington Society, juntament amb Elizabeth Garrett Anderson, Barbara Bodichon, Dorothea Beale i Francis Mary Buss, que sol·licitaren sense èxit al Parlament que els fora concedit a les dones el dret al vot.
Davies començà a fer campanya pel dret de les dones a l'educació. Participà en el London School Board i en la Schools Inquiry Commissiony i fou clau per aconseguir l'admissió de xiques als exàmens oficials de la secondary school.
Propugnà l'accés de les dones a les universitats de Londres, Oxford i Cambridge.
També s'implicà en el moviment pel sufragi de les dones. Formà part en la petició del sufragi de les dones que John Stuart Mill dugué al Parlament britànic el 1866 signada per Paulina Irby, Elizabeth Garrett Anderson i 15.000 més. Aquest mateix any escriu el llibre The Higher Education of Women.
El 1869, Davies cofunda el primer college per a dones de Gran Bretanya, amb l'ajut de Frances Buss, Dorothea Beale i Barbara Bodichon. El Girton College se situa al principi a Hitchin, Hertfordshire amb Charlotte Manning com a primera directora. Es trasllada al 1873 als afores de Cambridge.
Davies advocà fermament per un currículum de qualitat que fos equivalent als oferts als homes de l'època. Malgrat que el Senat refusà la seua proposta de permetre a les dones accedir a un títol oficial, Davies continuà preparant les seues alumnes per als exàmens Tripos de manera oficiosa.
De 1873 a 1875, Davies fou directora del college, on més tard exercí de secretària fins a 1904. La universitat no permeté concedir el títol ple de Grau de Cambridge a les dones fins a 1948.
La lluita persistent de Davies per la igualtat de l'educació a les dones fou decisiva per a la fundació el 1875 del Newnham College, que seria dirigit per Anne Jemima Clough.
Al juny de 1901, obtingué el Doctorat Honorífic en Lleis (DLL) de la Universitat de Glasgow.
Davies també continuà la seua tasca a favor del sufragi. El 1906 encapçala una delegació al Parlament. Fou coneguda per la seua oposició als mètodes militants i violents utilitzats per algunes sufragistes, part del moviment de sufragi de les dones, liderades per Emmeline Pankhursts.
El 1910, Davies publica Thoughts on Some Questions Relating to Women. Va morir a Hampstead el 1921.